# Prieuré Notre-Dame de Montmort
Pour les articles homonymes, voir Notre-Dame.
Le prieuré Notre-Dame de Montmort est un ancien prieuré clunisien, recensé à l'inventaire, situé dans le canton de Montmort-Lucy dans la Marne. Il ne reste plus que l'église, qui fut convertie en gendarmerie au siècle dernier. La nef a été transformée en remise et le chœur en logement. La conception de cette église rappelle les plus anciennes baies hautes de l'abbatiale d'Orbais-l'Abbaye, ce qui permet de dater l'édifice autour de l'an 1200.